# 울산시·울주군·동래군
울산시·울주군·동래군은 대한민국의 옛 국회의원 선거구이다. 당시 경상남도 울산시, 울주군, 동래군 지역을 관할했다.

## 역사
제9대 국회의원 선거를 앞두고 양산군·동래군 선거구에서 동래군이 울산시·울주군 선거구와 합쳐지게 되면서 신설되었다.
1973년 7월, 동래군이 폐지되었으며 기존의 동래군 지역은 양산군으로 편입되었다. 이에 제10대 국회의원 선거를 앞두고 동래군에 해당되었던 지역은 양산군·김해군 선거구로 편입되었으며 남은 울산시와 울주군 지역은 울산시·울주군 선거구를 이루게 되며 폐지되었다.

## 역대 국회의원
| 선거   | 정당 | 정당       | 1위 의원 | 정당 | 정당   | 2위 의원 |
| ------ | ---- | ---------- | -------- | ---- | ------ | -------- |
| 1973년 |      | 민주공화당 | 김원규   |      | 신민당 | 최형우   |

## 역대 선거 결과

### 대한민국 제9대 국회의원 선거
|  | 49.30% |

|  | 37.27% |

|  | 13.41% |